# Полятков, Николай Дмитриевич
Николай Дмитриевич Полятков (20 января 1904, г. Невель, Витебская губерния, Российская империя — 30 декабря 1974, Малаховка,  Московская область, РСФСР, СССР) — советский военачальник, полковник (1943).

## Биография
Родился 20 января 1904 года  в  городе Невель, ныне Псковской области России. Русский. До службы в армии  работал линейным рабочим и линейным надсмотрщиком в почтово-телеграфной конторе в городе Невель, с 1920 года — ремонтным рабочим на железной дороге.

### Военная служба

#### Межвоенные годы
15 сентября 1922 года поступил в 3-ю Западную пехотную школу в Смоленске. В ноябре 1923 года откомандирован в 10-й стрелковый полк 4-й стрелковой дивизии в город Бобруйск, где проходил службу в должностях помощника командира взвода и старшины сверхсрочной службы. В сентябре 1926 года направлен на учёбу в Объединённую военную школу им. ВЦИК в Москве. По окончании её в сентябре 1929 года назначен в 22-й стрелковый полк 8-й стрелковой дивизии в Бобруйске, где занимал должности командира взвода 3-й пулемётной роты, взвода полковой школы, пулемётной роты, начальника штаба стрелкового батальона. Член ВКП(б) с 1932 года. С марта 1933 года — начальник 4-го отделения штаба 8-й стрелковой дивизии. В декабре был переведён в 192-й стрелковый полк 64-й стрелковой дивизии в городе Орша на должность начальника полковой школы. С февраля по август 1937 года проходил подготовку на курсах «Выстрел» (отделение командиров батальонов), по окончании которых направлен командиром батальона 243-го стрелкового полка 81-й стрелковой дивизии в город Минск. В ноябре 1938 года полк в составе дивизии был передислоцирован в КОВО и переименован в 323-й стрелковый, а капитан  Полятков назначен в нём помощником командира полка по строевой части. В феврале 1940 года откомандирован в распоряжение штаба 6-й армии. Приказом НКО от 4 марта 1940 года назначен командиром 104-го стрелкового полка 25-й стрелковой дивизии ХВО в городе Полтава. В марте 1941 года полк в составе дивизии был переведён в ОдВО в городе Кагул. 14 июня 1941 года назначен командиром 349-й авиабазы в городе Болград, однако в должность вступить не смог, так как сдал полк новому командиру только 20 июня 1941 года.

#### Великая Отечественная война
С началом  войны с получением приказа о расформировании авиабаз майор  Полятков в июле приступил к формированию Гуляй-Польского стрелкового полка и с этим полком выступил под Синельниково, где принял первый бой. Затем полк прикрывал отход войск фронта от Днепропетровска до Павлограда, где вошёл в подчинение группы полковника Пушкина. При отходе на Краматорск полк был передан в состав 230-й стрелковой дивизии и переименован в 988-й стрелковый. В последующем  Полятков командиром этого полка воевал в 12-й армии Южного фронта, участвовал в Донбасской оборонительной, Ростовских оборонительной и наступательной, Барвенково-Лозовской наступательной операциях. 1 февраля 1942 года переведён на должность командира 974-го стрелкового полка 261-й стрелковой дивизии.
В мае был направлен в Высшую военную академию им. К. Е. Ворошилова, по окончании ускоренного курса которой в декабре назначен командиром 270-й стрелковой дивизии Воронежского фронта. Её части занимали оборону по левому берегу реки Дон на фронте Бабки, Донская, Павловск, Русская, Казинка, Нижний Карабут, Верхний Мамон. С 18 января 1943 года дивизия в составе 18-го стрелкового корпуса участвовала в наступлении на белгородском направлении, в освобождении города Новый Оскол. Продолжая наступление, её части 3 февраля вступили на территорию Харьковской области 9 февраля они овладели Волчанском и развивали наступление на Харьков. К этому времени на базе 18-го стрелкового корпуса была сформирована 69-я армия. Находясь в её составе, дивизия 18 февраля освободила Харьков и развивала наступление на Богодухов. В начале марта 1943 года Полятков был назначен командиром 129-й отдельной стрелковой бригады, входившей в состав 60-й армии Центрального фронта, и принял участие в наступлении на город Льгов, после овладения городом бригада перешла к обороне. В конце мая зачислен в распоряжение Военного совета Центрального фронта, а в июле назначен заместителем командира 55-й стрелковой дивизии, участвовал в Курской битве, Орловской наступательной операции, битве за Днепр, Черниговско-Припятской, Гомельско-Речицкой, Калинковичско-Мозырской, Белорусской, Минской, Люблин-Брестской, Прибалтийской и Рижской наступательных операциях. За отличия в боях при освобождении города Мозырь дивизия получила наименование «Мозырская» (15.01.1944),	а за овладение города Лунинец награждена орденом Красного Знамени (23.07.1944). С 10 октября 1944 года дивизия была передана в состав Краснознамённого Балтийского флота и переименована в 1-ю Мозырскую Краснознамённую дивизию морской пехоты, а полковник  Полятков направлен в распоряжение Военного совета Карельского фронта. С 22 марта 1945 года вступил в должность заместителя командира 205-й стрелковой дивизии, входившей в состав 19-й армии 2-го Белорусского фронта. Участвовал с ней в Восточно-Померанской и Берлинской наступательных операциях. За образцовое выполнение заданий командования в боях при овладении городами Глохау, Штегерс, Хаммерштайн Бальденберг, Бублиц дивизия была награждена орденом Суворова 2-й степени (05.04.1945), а за овладение городом и военно-морской базой Гдыня ей было присвоено наименование «Гдынская» (17.05.1945).

#### Послевоенное время
В июле 1945 года, после расформирования 205-й стрелковой дивизии, назначен заместителем командира 70-й стрелковой Верхнеднепровской ордена Суворова дивизии 43-й армии. В начале августа направлен в СГВ на должность заместителя командира 108-й стрелковой дивизии 65-й армии. В июле 1946 года переведён на ту же должность в 27-ю стрелковую дивизию 132-го стрелкового корпуса. С ноября 1946 года исполнял должность заместителя командира, а с октября 1947 года — командира 26-й стрелковой Сталинской Краснознамённой ордена Суворова дивизии. В мае 1948 года управление дивизии было расформировано, а полковник  Полятков направлен в ТуркВО на должность заместителя командира 53-й стрелковой бригады. В июле 1949 года  назначен заместителем командира 201-й горнострелковой дивизии в городе Сталинабад, а в июне 1950 года — начальником военной кафедры Таджикского сельскохозяйственного института. 1 июля 1954 года полковник Полятков уволен в запас.
После увольнения из армии проживал с семьёй в посёлке Малаховка Люберецкого района Московской области. Занимался общественной деятельностью. Умер  30 декабря 1974 года, похоронен на кладбище посёлка Малаховка.

## Награды
СССР
- орден Ленина (06.11.1947)[6][7]
- четыре ордена Красного Знамени (25.03.1943[8], 03.11.1944[7][9], 14.05.1945[10], 20.04.1953[7])
- орден Отечественной войны I степени (21.08.1944)[11]
- орден Отечественной войны II степени (15.03.1944)[12]

медали в том числе:
- «За воинскую доблесть. В ознаменование 100-летия со дня рождения Владимира Ильича Ленина» (1970)
- «За победу над Германией в Великой Отечественной войне 1941—1945 гг.» (1945)[6]

Других государств
- орден «Крест Грюнвальда» III степени (ПНР)
- медаль «За Одру, Нису и Балтику» (ПНР)